# Zalavár, Zala
Zalavár  este un sat în districtul Keszthely, județul Zala, Ungaria, având o populație de 925 de locuitori (2011). 

## Demografie
Componența etnică a satului Zalavár
     Maghiari (95,23%)
     Romi (3,06%)
     Germani (1,7%)
Componența confesională a satului Zalavár
     Romano-catolici (79,68%)
     Fără religie (5,08%)
     Reformați (1,08%)
     Necunoscută (13,19%)
     Alte religii (0,97%)
Conform recensământului din 2011, satul Zalavár avea 925 de locuitori. Din punct de vedere etnic, majoritatea locuitorilor (95,23%) erau maghiari, existând și minorități de romi (3,06%) și germani (1,7%).  Din punct de vedere confesional, majoritatea locuitorilor (79,68%) erau romano-catolici, existând și minorități de persoane fără religie (5,08%) și reformați (1,08%). Pentru 13,19% din locuitori nu este cunoscută apartenența confesională.